# 苺とチョコレート
『苺とチョコレート』 (原題：Fresa y Chocolate、英題：Strawberry and Chocolate) は、1994年公開のキューバ・メキシコ・スペイン合作映画。
共産主義者の男子学生と自由主義者のゲイ男性との友情を、キューバの社会情勢を背景に描くドラマ。

## ストーリー
ハバナに暮らす大学生のダビドは、ある日オープンカフェでチョコレートアイスを食べている時、イチゴアイスを持った男性ディエゴに声をかけられる。芸術家だという彼は、ダビドを撮った写真があると告げて自宅へ誘い、ダビドも嫌々ながらも写真を返してほしいとディエゴのアパートに向かった。
しかし彼の部屋にあったのは、ダビドが理解できないような奇妙な物ばかり。しかも、個展のためにディエゴが預かっているというディエゴの友人・ヘルマンの彫刻作品は、宗教的で怪しい物ばかり。ディエゴの自由主義的な思想や態度に疑念を抱いたダビドは、学生寮に戻った後、共産党青年同盟の仲間ミゲルに報告。「同性愛者のスパイ」に違いないとして、ディエゴを監視するように言われたのだった。仕方なく友人を装ってディエゴと付き合うことになったダビド。だが時間を共にするうち、色々な事に精通したインテリであり、純粋で温かい人柄と芸術への熱意の持ち主であるディエゴに惹かれていき、次第に理解を示していく。互いに政治的立場は違うものの、二人は友情で結ばれていった。
しかし穏やかな日々は長くは続かず、やがて同性愛者として国を追われることになったディエゴ。二人は初めて固い抱擁をかわす。そして別れの日、二人が出会ったあの場所で、微笑みながらお互いのチョコレートアイスとイチゴアイスを交換して食べるのだった。

## キャスト
- ホルヘ・ペルゴリア - ディエゴ
- ウラジミール・クルス - ダビド
- ミルタ・イバラ - ナンシー
- フランシスコ・ガットルノ - ミゲル
- ヨエル・アンヘリノ - ヘルマン
- マリリン・ソラヤ - ビビアン

## スタッフ
- 監督 - トマス・グティエレス・アレア（Tomás Gutiérrez Alea）
- 共同監督 - ファン・カルロス・タビオ（Juan Carlos Tabío）
- 原作・脚本 - セネル・パス（Senel Paz）
- 美術 - フェルナンド・ペレス・オレリ
- 衣装 - ミリアム・ドゥエニャス

## 受賞歴
- 第44回ベルリン国際映画祭 - 審査員特別賞、テディ賞、金熊賞（ノミネート）
- ゴヤ賞 - スペイン語外国映画賞
- サンダンス映画祭 - Special Jury Prize: Special Mention
- ハバナ映画祭 - 主要8部門
- 第67回アカデミー賞 - 外国語映画賞（ノミネート）

　他

## 書籍
- 『苺とチョコレート』 - セネル・パス著、野谷文昭訳、集英社、1994年　ISBN 978-4-08-773207-8